# Adalbert zu Dohna
Wilhelm Ludwig Adalbert Graf zu Dohna (* 15. Juli 1816 in Mallmitz; † 20. Januar 1889 in Breslau) war ein preußischer Generalmajor und Kommandeur der 26. Infanterie-Brigade.

## Leben

### Herkunft
Adalbert war ein Sohn des Grafen Fabian zu Dohna (1777–1839) und dessen Ehefrau Amalie, geborene Gräfin von Reichenbach-Goschütz (1784–1849). Sein Bruder Emil (1805–1877) wurde Generalleutnant, sein Bruder Theobald (1811–1875) Generalmajor. Alfred (1809–1859), ein weiterer Bruder, war Politiker und Mitglied im Preußischen Herrenhauses.

### Militärkarriere
Dohna besuchte das Berliner Kadettenhaus und wurde anschließend am 15. August 1833 als Unteroffizier der 2. Schützen-Abteilung der Preußischen Armee überwiesen. Er avancierte bis Anfang Juni 1837 zum Sekondeleutnant und stieg Ende November 1848 zum Premierleutnant im 6. Jäger-Bataillon auf, dass sich aus seiner bisherigen Einheit formiert hatte. Nach seiner Beförderung zum Hauptmann wurde Dohna Mitte Juli 1853 Kompaniechef und in dieser Eigenschaft am 27. März 1858 mit Patent vom 22. Juni 1852 in das 1. Jäger-Bataillon nach Braunsberg versetzt. Daran schloss sich vom 1. Juli 1860 bis zum 9. Februar 1863 eine Verwendung als Major im Stab des 2. Schlesischen Grenadier-Regiments Nr. 11 in Breslau an. Anschließend wurde Dohna zum Kommandeur des 2. Schlesischen Jäger-Bataillons Nr. 6 ernannt und Mitte Juni 1865 zum Oberstleutnant befördert. Im Krieg gegen Österreich führte er seinen Verband 1866 in der Schlacht bei Königgrätz. Für sein Wirken erhielt er Ende September 1866 den Kronen-Orden III. Klasse mit Schwertern.
Unter Beförderung zum Oberst erfolgte am 30. Oktober 1866 seine Versetzung als Kommandeur des 4. Brandenburgischen Infanterie-Regiments Nr. 24 nach Neuruppin. Nach dem Beginn des Krieges gegen Frankreich wurde Dohna in der Schlacht bei Vionville verwundet. Er nahm an den Schlachten bei Gravelotte und Le Mans, der Belagerung von Metz sowie den Gefechten bei Azay, Espereuse, am Braye und Changé teil. Ausgezeichnet mit beiden Klassen des Eisernen Kreuzes sowie des Mecklenburgischen Militärverdienstkreuzes wurde er nach dem Friedensschluss am 3. Juni 1871 unter Stellung à la suite seines Regiments zum Kommandeur der 26. Infanterie-Brigade ernannt. Am 18. August 1871 zum Generalmajor befördert, wurde er am 17. September 1872 mit Pension zur Disposition gestellt und ihm am 15. Mai 1877 sein Abschied mit der bisherigen Pension bewilligt. Er starb am 20. Januar 1889 in Breslau.
Sein Kommandeur beurteilte ihn 1847 wie folgt: „Ein moralisch guter, recht diensteifriger Offizier, von leicht erregbarem Charakter, welches ihn zuweilen etwas rauh erscheinen läßt. Seine nur mangelhafte wissenschaftliche Ausbildung hindert ihn nicht, im praktischen Dienst tüchtig zu sein, weshalb er auch selbst eine gute Meinung von sich hat.“

### Familie
Dohna heiratete am 15. Juli 1875 in Breslau Anna von Knobelsdorff (1842–1907). Sie entstammt der Linie Schloin-Buchelsdorf und war die Witwe des Karl von Rother († 1869), Herr auf Arnoldsdorf. Aus der Ehe ging die Tochter Amalie (1876–1964) hervor.